# Campo volcánico de Marysvale
El Campo Volcánico de Marysvale (en inglés: Marysvale volcanic field) está situado en el suroeste de Utah, en los Estados Unidos. Uno de los mayores campos volcánicos en el oeste de Estados Unidos, el Marysvale se extiende a ambos lados de la zona de transición Meseta de Colorado -Gran Cuenca. La mayoría de las Rocas ígneas pertenecen al Cenozoico medio (~ 32 a 22 millones de años) aunque alrededor del 5% están relacionados con un Cenozoico superior (23 millones de años al Holoceno) bimodal (basalto y riolita). El Marysvale contiene una variedad de características volcánicas, incluyendo estratovolcanes, calderas, domos de lava y conos de ceniza.